# 아산온천
아산온천(牙山溫泉)은 충청남도 아산시 영인면 아산리와 음봉면 신수리 일대에 위치한 온천이다. 온양온천과는 다르다. 1987년 발견되어 1991년 관광지로 지정된 지구 내에는 온천시설과 더불어 워터파크, 눈썰매장 등이 조성된 온천테마파크인 아산스파비스가 있다.